# Living Doll
Singles de Cliff Richard and the Drifters
Mean Streak
(1959) Travellin' Light
(1959)
Living Doll est une chanson écrite par Lionel Bart pour le film britannique Serious Charge (1959) et rendue populaire par Cliff Richard (qui la chante dedans).
Publiée en single par Cliff Richard (avec son backing band les Drifters, plus tard renommé « les Shadows ») en 1959, la chanson a atteint la 1re place au Royaume-Uni. Une autre version (cette fois avec un groupe comique nommé The Young Ones) est sortie en single en 1986 et a à nouveau atteint la 1re place au Royaume-Uni.